# Понте-Гардена
Понте-Гардена (итал. Ponte Gardena, нем. Waidbruck) — коммуна в Италии, располагается в регионе Трентино — Альто-Адидже, в провинции Больцано.
Население составляет 193 человека (2008 г.), плотность населения составляет 87 чел./км². Занимает площадь 2 км². Почтовый индекс — 39040. Телефонный код — 0471.
Покровителями коммуны почитаются святые Йодох и Мария (итал. santi Jodoch e Maria), празднование 12 сентября.

## Демография
Динамика населения:

## Администрация коммуны
- Официальный сайт: http://www.waidbruck.it/